# شهرستان گوسونگ (گانگوون، کره جنوبی)
شهرستان گوسونگ (به کره‌ای: 고성군) یک شهرستان در شمال‌شرق کره جنوبی (شرق شبه‌جزیره کره) است که در تابعیت استان گانگوون قرار دارد.
این شهرستان، شهرستانی تقسیم شده می‌باشد. منطقه غیرنظامی کره که در عمل مرز بین دو کره می‌باشد، از میان این شهرستان عبور کرده. برای همین در کره شمالی نیز نیمهٔ شمالی این شهرستان در تابعیت نیمهٔ شمالی استان گانگوون وجود دارد. به تبع دونیم شدن این شهرستان، مرکز آن، یعنی اراضی تابعهٔ حوزهٔ «شهرک گوسونگ» [북산읍]، نیز دو نیم شد. منطقهٔ مسکونی اصلی «شهرک گوسونگ» در شمال مرز بین دو کره و در تابعیت کره شمالی قرار گرفت. در سال ۱۹۵۲ میلادی، در کره شمالی، «قصبه» به‌عنوان یک واحد اداری بالکل منحل شد. در عوض، روستاهای کوچکتر و بزرگتر در جای‌جای کشور با هم تجمیع شده و وظایف اداری بیشتری به آن‌ها سپرده شد، و آن‌ها عملا به سطح سوم تقسیمات کشوری، مستقیما تابعهٔ شهرستان‌ها تبدیل شدند. در حین این پروسه، «شهرک گوسونگ» نیز تقلیل درجه یافته و به «روستای گوئوپ» [구읍리] تغییر نام داد. در ابتدا، در دسامبر سال ۱۹۵۲ میلادی، مرکز اداری شهرستان (شمالی) گوسونگ به مجموعه روستاهایی در «قصبهٔ اوئگوم‌گانگ» [외금강면]، که به «شهرک گوسونگ» تغییر نام داده بود، منتقل شد. اما یک سال بعد، در سال ۱۹۵۳ میلادی، مرکز اداری شهرستان (شمالی) گوسونگ به «شهرک جانگجون» [장전읍] که به «شهرک گوسونگ» تغییر نام داد، منتقل شد. آن مجموعه روستاهایی که اولین مرکز اداری شهرستان (شمالی) گوسونگ تشکیل می‌دادند، به «روستای اون‌جونگ» [온정리] تغییر نام دادند.
در کره جنوبی، اراضی «شهرک گوسونگ» منحل شده و اراضی آن به تابعیت «قصبهٔ هیونّه» در آمد. مرکز اداری شهرستان (جنوبی) گوسونگ به «شهرک گان‌سونگ» منتقل شد. این شهرک تا پیش از سال ۱۹۱۹ میلادی نیز مرکز اداری این منطقه بوده.
شهرستان گوسونگ (در تابعیت کره جنوبی) ۶۶۴٫۳۴ کیلومتر مربع مساحت و ۲۶٬۸۱۰ نفر جمعیت دارد. دولت کره جنوبی بر روی نیمهٔ شمالی این شهرستان نیز ادعای حاکمیت دارد، و بر اساس این ادعا، این شهرستان ۱٬۵۲۲٫۹۴ کیلومتر مربع مساحت و حدود ۸۵٬۰۰۰ نفر جمعیت دارد.

## تاریخ
استان گانگوون به شکل مدرن آن در ماه اوت ۱۸۹۶ میلادی تاسیس شد. دو شهرستان «گان‌سونگ» [간성군] و «گوسونگ» [고성군] در تابعیت این استان قرار گرفت.
پس از برقراری حاکمیت استعماری ژاپن بر کره در سال ۱۹۱۰ میلادی، این استان، بدون تغییر خاصی، ادامه یافت. علاوه بر نام رسمی کره‌ای آن‌ها، «گان‌سونگ» و «گوسونگ»، نام ژاپنی آنان نیز (تلفظ ژاپنی همان نویسه‌های چینی بازتاب‌دهندهٔ نام این استان)، شهرستان کانجو (به ژاپنی: 杆城郡، برگردان به لاتین: Kanjō-gun) و شهرستان کوجو (به ژاپنی: 高城郡، برگردان به لاتین: Kōjō-gun) به رسمیت رسید. 
در آوریل سال ۱۹۱۴ میلادی، دو شهرستان «گان‌سونگ/کانجو» [간성군، 杆城郡] و «گوسونگ/کوجو» [고성군، 高城郡] تحت نام «گان‌سونگ/کانجو» و با مرکزیت «قصبهٔ گونّه/گونّای» [군내면، 郡内面] متحد شدند.
در اکتبر سال ۱۹۱۷ میلادی، «قصبهٔ گونّه/گونّای» به «قصبهٔ گان‌سونگ/کانجو» [간성면، 杆城面] تغییر نام داد.
در مه سال ۱۹۱۹ میلادی، نام شهرستان به «گوسونگ» تغییر کرده و مرکز اداری آن به «قصبهٔ گوسونگ/کوجو» [고성면، 高城面] منتطق شد.
در همین تاریخ، دو قصبهٔ «توسونگ/دوجو» [토성면، 土城面] و «جوگوانگ/چیکوو» [죽왕면، 竹旺面] از این شهرستان به شهرستان یانگ‌یانگ/جویو پیوستند.
در سال ۱۹۳۷ میلادی، با جدایی چهار روستا از «قصبهٔ شین‌بوک/شینبُوکُو» [신북면، 新北面] در منتهی‌الیه شمالی این شهرستان، شامل روستاهای «جاجگجون/چوسِن» [장전리، 長箭里]، «سونگبوک/جوهُوکُو» [성북리، 城北里]، «جوهوم/شوکِن» [주험리، 州険里]، «ساهو/ساکو» [사호리، 沙湖里]، «شهرک جانگجون» در این شهرستان تاسیس شد.
در سال ۱۹۳۹ میلادی، «قصبهٔ شین‌بوک/شینبُوکُو» به «قصبهٔ اوئگوم‌گانگ/گایکونگو» [외금강면، 外金剛面] تغییر نام داد.
در اکتبر ۱۹۴۱، مرکز این شهرستان، «قصبهٔ گوسونگ/کوجو» به شهرک [고성읍، 高城邑] ارتقاء یافت.
در آن دوران، در سال ۱۹۴۵ میلادی، پیش از استقلال کره، شهرستان گان‌سونگ/کانجو متشکل از ۲ شهرک و ۶ قصبه بود:
1. شهرک جانگجون/چوسِن (장전읍، 平康邑، Changjŏn-ŭp/Chōsen-yū)
2. شهرک گوسونگ/کوجو (고성읍، 高城邑، Kosŏng-ŭp/Kōjō-yū)
3. قصبهٔ اوئگوم‌گانگ/گایکونگو (외금강면، 外金剛面، Oegŭmgang-myŏn/Gaikongō-men)
4. قصبهٔ سودونگ/سویدو (수동면، 水洞面، Sudong-myŏn/Suidō-men)
5. قصبهٔ غربی (سو/سای) (서면، 西面، Sŏ-myŏn/Sai-men)
6. قصبهٔ گان‌سونگ/کانجو (간성면، 杆城面، Kansŏng-myŏn/Kanjō-men)
7. قصبهٔ گوجین/کیوشین (거진면، 巨津面، Kŏjin-myŏn/Kyoshin-men)
8. قصبهٔ هیونّه/کِنّای (현내면، 県内面، Hyŏnnae-myŏn/Kennai-men)

پس از استقلال کره از ژاپن در سال ۱۹۴۵ میلادی، این کشور به دو نیمه تقسیم شد. مرز بین دو کره در آن زمان، مدار ۳۸ درجه شمالی در نظر گرفته شده بود. این مدار از میان استان (تاریخی) گانگوون عبور می‌کند. در نتیجه استان گانگوون به نیمهٔ شمالی و نیمهٔ جنوبی تقسیم شد. تمامی اراضی این شهرستان، در شمال این مدار قرار گرفتند، و در تبعیت استان (شمالی) گانگوون قرار گرفت. 
با پایان جنگ کره در سال ۱۹۵۳ میلادی و امضای آتش‌بس بین کره شمالی و ایالات متحده آمریکا، بخش‌هایی از اراضی این شهرستان تحت حاکمیت کره جنوبی قرار گرفت. در نتیجه، در نوامبر ۱۹۵۴ میلادی، این شهرستان، تحت مدیریت استان (جنوبی) گانگوون مجددا و در همسایگی با همتای شمالی خود تاسیس شد.
در همین زمان، در تابعیت کرهٔ جنوبی، «شهرک گوسونگ» منحل شده و اراضی آن، شامل ۴ روستای «ده‌گانگ»، «سونگدوجین»، «سونگ‌هیون»، «میونگهو»، به تابعیت «قصبهٔ هیونّه» در آمد. مرکز اداری شهرستان (جنوبی) گوسونگ به «قصبهٔ گان‌سونگ» منتقل شد.
«قصبهٔ سودونگ» نیز، با وجود اینکه تنها نیمی از آن در حاکمیت کرهٔ جنوبی قرار گرفت، و با وجود اینکه با توجه به قرار داشتن آن در منطقه غیرنظامی کره، این منطقه خالی از سکنه باقی مانده، اما این قصبه منحل نشد و بجای خود باقی ماند. در عمل اما، وظائف مدیریتی این شهرستان بر عهدهٔ «قصبهٔ گان‌سونگ» (و «شهرک گان‌سونگ» امروزه) می‌باشد.
در ژانویه سال ۱۹۶۳ میلادی، همزمان با ارتقاء شهرک سوکچو (تابع شهرستان یانگ‌یانگ)‌ به «شهر همسطح شهرستان»، قصبه‌های «توسونگ» و «جوگوانگ» از شهرستان یانگ‌یانگ به این شهرستان برگشتند.
در ژوئیه سال ۱۹۷۳، در روستای «جانگچون» [장천리] و «ساجین» [사진리] از قصبهٔ توسونگ جدا شده و به شهر سوکچو ملحق شدند (امروزه تابع «ناحیه یونگنانگ» [영랑동]).
در همین زمان، «قصبهٔ گوجین» [거진면] به شهرک ارتقاء یافت.
در مه سال ۱۹۷۹ میلادی، «قصبهٔ گان‌سونگ» شهرک ارتقاء یافت.

## تقسیمات اداری
شهرستان گوسونگ به ۲ شهرک و ۴ قصبهٔ تابعه تقسیم شده است. در تابعیت این تقسیمات اداری، در مجموع ۸۸ عدد روستا وجود دارد. ۲ شهرک و ۲ قصبهٔ ادعایی دیگر نیز در تابعیت این شهرستان در نظر گرفته شده‌اند. قصبهٔ سودونگ نیز اراضی ادعایی خود را دارد. بر اساس این تقسیمات ادعایی، ۴۲ روستای دیگر در تابعیت این شهرستان قرار دارند.
در تقسیمات اداری کره شمالی برای شهرستان (شمالی) گوسونگ، به تبع انحلال «قصبه» به‌عنوان یک واحد اداری در سال ۱۹۵۲ میلادی، و در عوض آن، تجمیع روستاهای کوچکتر و بزرگتر در جای‌جای کشور، و عملا تبدیل روستاها به سطح سوم تقسیمات کشوری، مستقیما تابعهٔ شهرستان‌ها، در این اراضی، نه ۴۲ روستا در تبعیت ۲ شهرک و ۳ قصبه، بلکه ۱ شهرک و ۲۳ روستا در تبعیت مستقیم شهرستان قرار دارند.
|                                                    |                |          |                               |                               |                      |            |        |  |  |  |
| نام                                                | کره‌ای (هانگول) | هانجا    | برگردان لاتین (نظام اصلاح‌شده) | برگردان لاتین (مک‌کیون–ریشاور) | مساحت (کیلومتر مربع) | جمعیت-۲۰۲۵ | خانوار |  |  |  |
| شهرک گان‌سونگ                                       | 간성읍         | 杆城邑   | Ganseong-eup                  | Kansŏng-ŭp                    | ۱۸۰٫۰۰               | ۷٬۳۴۰      | ۳٬۷۲۲  |  |  |  |
| شهرک گوجین                                         | 거진읍         | 巨津邑   | Geojin-eup                    | Kŏjin-ŭp                      | ۷۶٫۷۵                | ۵٬۵۱۱      | ۳٬۴۱۱  |  |  |  |
| قصبه توسونگ                                        | 토성면         | 土城面   | Toseong-myeon                 | T'osŏng-myŏn                  | ۱۲۰٫۴۶               | ۸٬۵۷۶      | ۴٬۹۴۵  |  |  |  |
| قصبه جوگوانگ                                       | 죽왕면         | 竹旺面   | Jugwang-myeon                 | Chugwang-myŏn                 | ۵۰٫۱۱                | ۳٬۲۸۰      | ۱٬۹۵۶  |  |  |  |
| قصبه سودونگ(۱)                                     | 수동면         | 水洞面   | Sudong-myeon                  | Sudong-myŏn                   | ۱۴۴٫۰۹(۲)            | ۰          | ۰      |  |  |  |
| قصبه سودونگ(۱)                                     | 수동면         | 水洞面   | Sudong-myeon                  | Sudong-myŏn                   | ۳۹۱٫۷۷(۲)            | -          | -      |  |  |  |
| قصبه هیونّه                                         | 현내면         | 縣內面   | Haean-myeon                   | Haean-myŏn                    | ۹۲٫۷۲(۳)             | ۲٬۱۰۳      | ۱٬۲۸۱  |  |  |  |
| قصبه هیونّه                                         | 현내면         | 縣內面   | Haean-myeon                   | Haean-myŏn                    | ۷۴٫۷۰(۳)             | -          | -      |  |  |  |
| شهرک جانگجون(۴) (ادعایی - در تابعیت کره شمالی)     | 장전읍         | 長箭邑   | Jangjeon-eup                  | Changjŏn-ŭp                   | ۳۱٫۵۲                | -          | -      |  |  |  |
| شهرک گوسونگ(۵) (ادعایی - بخشی در تابعیت کره شمالی) | 고성읍         | 高城邑   | Goseong-eup                   | Kosŏng-ŭp                     | ۵۱٫۸۴(۶)             | -          | -      |  |  |  |
| قصبه اوئگوم‌گانگ (ادعایی - در تابعیت کره شمالی)     | 외금강면       | 外金剛面 | Oegeumgang-myeon              | Oegŭmgang-myŏn                | ۱۴۷٫۳۷               | -          | -      |  |  |  |
| قصبه سو (غربی) (ادعایی - در تابعیت کره شمالی)      | 서면           | 西面     | Seo-myeon                     | Sŏ-myŏn                       | ۱۹۴٫۳۲               | -          | -      |  |  |  |

نکات
1. این قصبه با وجود نزدیکی آن به مرز و ممنوعیت ورود غیرنظامیان به محدودهٔ آن، منحل نشده و بجای خود باقی مانده است. در عمل اما، وظائف مدیریتی این شهرستان بر عهدهٔ «شهرک گان‌سونگ» می‌باشد.
2. بر اساس ادعای دولت کره جنوبی، قصبهٔ سودونگ به دلیل عبور مرز بین دو کره، به دو نیم تقسیم شده است. بر اساس این ادعا، مساحت واقعی این قصبه شامل مساحت قصبهٔ فعلی به علاوهٔ اراضی ادعائی آن در شمال مرز می‌شود.
3. «قصبهٔ هیونّه» در حال حاضر اراضی شهرک منحل شدهٔ گوسونگ در جنوب مرز بین دو کره را نیز شامل می‌شود. اما اگر این شهرک بر اساس مرزهای ادعائی کره جنوبی باز تاسیس شود، شامل مناطقی از «قصبهٔ هیونّه» خواهد شد.
4. در کره شمالی، این شهرک به «شهرک گوسونگ» تغییر نام داده و به مرکز اداری شهرستان (شمالی) گوسونگ انتخاب شده است.
5. «شهرک گوسونگ» در کرهٔ شمالی به  «روستای گوئوپ» [구읍리] تقلیل سطح داده.
6. از مساحت مورد ادعای این شهرک، ۱۸٫۰۲ آن در تابعیت کره جنوبی و «قصبهٔ هیونّه» می باشد، و بقیهٔ آن در کره شمالی

### لیست روستاها
شهرک گان‌سونگ
| - اوچون (어천리، Eocheon‑ri) - بونگهو (봉호리، Bongho‑ri) - تاپ‌دونگ (탑동리، Tapdong‑ri) - تاپ‌هیون (탑현리، Taphyeon‑ri) - جانگشین (장신리، Jangsin‑ri) - جین‌بو (진부리، Jinbu‑ri) | - دونگهو (동호리، Dongho‑ri) - سانگ (علیا) (상리، Sang‑ri) - سون‌یوشیل (선유실리، Seonyusil‑ri) - شینان (신안리، Sinan‑ri) - گانچون (간촌리، Ganchon‑ri) - گومسو (금수리، Geumsu‑ri) | - گوانگسان (광산리، Gwangsan‑ri) - گیودونگ (교동리، Gyodong‑ri) - ها (سفلی) (하리، Ha‑ri) - هول (흘리، Heul‑ri) - هه‌سانگ (해상리، Haesang‑ri) |

شهرک گوجین
| - اوجونگ (오정리، Ojeong‑ri) - بانام (반암리، Banam‑ri) - بونگ‌پیونگ (봉평리، Bongpyeong‑ri) - جاسان (자산리، Jasan‑ri) - چوگیه (초계리، Chogye‑ri) - ده‌ده (대대리، Daedae‑ri) | - سانبوک (산북리، Sanbuk‑ri) - سوکمون (석문리، Seokmun‑ri) - سونگ‌پو (송포리، Songpo‑ri) - سونگ‌جوک (송죽리، Songjuk‑ri) - سونگ‌جونگ (송정리، Songjeong‑ri) - سونگ‌گانگ (송강리، Songgang‑ri) | - گوجین (거진리، Geojin‑ri) - ننگ‌چون (냉천리، Naengcheon‑ri) - وون‌دانگ (원당리، Wondang‑ri) - هواپو (화포리، Hwapo‑ri) - یونگها (용하리، Yongha‑ri) |

قصبه توسونگ	
| - آیاجین (아야진리، Ayajin‑ri) - اون‌بونگ (운봉리، Unbong‑ri) - اینهونگ (인흥리، Inheung‑ri) - بِک‌چون (백촌리، Baekchon‑ri) - بونگپو (봉포리، Bongpo‑ri) - چون‌جین (천진리، Cheonjin‑ri) | - چونگ‌گان (청간리، Cheonggan‑ri) - دوون (도원리، Dowon‑ri) - سونگچون (성천리، Seongcheon‑ri) - سونگده (성대리، Seongdae‑ri) - شین‌پیونگ (신평리، Sinpyeong‑ri) - گوم‌هواجونگ (금화정리، Geumhwajeong‑ri) | - گیوئام (교암리، Gyoam‑ri) - وونام (원암리، Wonam‑ri) - هاک‌یا (학야리، Hakya‑ri) - یونگام (용암리، Yongam‑ri) - یونگچون (용촌리، Yongchon‑ri) |

قصبه جوگوانگ
| - اوبونگ (오봉리، Obong‑ri) - اوهو (오호리، Oho‑ri) - اینجونگ (인정리، Injeong‑ri) - سامپو (삼포리، Sampo‑ri) | - سونگام (송암리، Songam‑ri) - گاجین (가진리، Gajin‑ri) - گوسونگ (구성리، Guseong‑ri) - گونگ‌هیونجین (공현진리، Gonghyeonjin‑ri) | - ماجوا (마좌리، Majwa‑ri) - مونامجین (문암진리، Munamjin‑ri) - هیانگ‌موک (향목리، Hyangmok‑ri) - یاچون (야촌리، Yachon‑ri) |

قصبه سودونگ
| - اومیون (외면리، Oemyeon‑ri) - دوکسان (덕산리، Deoksan‑ri) - سابی (사비리، Sabi‑ri) | - ساچون (사천리، Sacheon‑ri) - سانگ‌وون (상원리، Sangwon‑ri) - شین‌تان (신탄리، Sintan‑ri) | - شینده (신대리، Sindae‑ri) - گومی‌سونگ (고미성리، Gomisung‑ri) |

(اراضی ادعائی در کره شمالی)
| - ته‌بونگ (태봉리، Taebong‑ri) - جونگ‌وول (정월리، Jeongwol‑ri) | - چوهیون (초현리، Chohyeon‑ri) - نه‌میون (내면리، Naemyeon‑ri) | - هوگ‌یون (흑연리، Heugyeon‑ri) |

قصبه هیونّه
| - به‌بونگ (배봉리، Baebong‑ri) - جوک‌جونگ (죽정리، Jukjeong‑ri) - جه‌جین (제진리، Jejin‑ri) - چودو (초도리، Chodo‑ri) - چول‌تونگ (철통리، Cheoltong‑ri) | - ده‌جین (대진리، Daejin‑ri) - ساچون (사천리، Sacheon‑ri) - سانهاک (산학리، Sanhak‑ri) - گومجانگ (검장리، Geomjang‑ri) - ماچاجین (마차진리، Machajin‑ri) | - مادال (마달리، Madal‑ri) - میونگپا (명파리، Myeongpa‑ri) - میونگهو (명호리، Myeongho‑ri) - هواگوک (화곡리، Hwagok‑ri) |

شهرک گوسونگ (اراضی ادعائی در قصبه هیونّه)
(شهرک ادعائی ولی عملا منحل شده)
| - ده‌گانگ (대강리، Daegang‑ri) - سونگدوجین (명호리، Songdojin‑ri) | - سونگ‌هیون (송현리، Songhyeon‑ri) | - میونگهو (명호리، Myeongho‑ri) |

شهرک گوسونگ (اراضی ادعائی در کره شمالی)
| - ایپسوک (입석리، Ipseok‑ri) - بونگسو (봉수리، Bongsu‑ri) - بوهو (보호리، Boho‑ri) | - پووئجین (포외진리، Pooejin‑ri) - سو (غربی) (서리، Seo‑ri) - گام‌وول (감월리، Gamwol‑ri) | - گوبونگ (고봉리، Gobong‑ri) - مالمو (말무리، Malmu‑ri) |

شهرک جانگجون (شهرک ادعائی در کره شمالی)
(نام رسمی آن در کرهٔ شمالی به «شهرک گوسونگ» تغییر کرده است.
| - جانگجون (장전리، Jangjeon‑ri)(۱) - جوهیوم(주험리، Juhyeom‑ri)(۱) | - ساهو (사호리، Saho‑ri)(۱) | - سونگ‌بوک (성북리، Seongbuk‑ri)(۱) |

1. این روستاهای تابعه، منحل شده و محله‌ای از شهرک می‌باشند.

قصبهٔ اوئگوم‌گانگ (قصبهٔ ادعائی در کره شمالی)
| - اون‌جونگ (온정리، Onjeong‑ri)(۱) - اون‌گوک (운곡리، Ungok‑ri) - پوهانگ (포항리، Pohang‑ri)(۲) - جانگدو (장도리، Jangdo‑ri)(۲) - چانگده (창대리، Changdae‑ri)(۱) | - چودونگ (추동리، Chudong‑ri)(۲) - ساپیونگ (사평리، Sapyeong‑ri) - سوئا (서아리، Seoa‑ri)(۳) - شینهونگ (신흥리، Sinheung‑ri) - گیه‌وول (계월리، Gyewol‑ri) | - نانگ‌جونگ (낭정리، Nangjeong‑ri) - یانگجین (양진리، Yangjin‑ri)(۱) - یونگجین (영진리، Yeongjin‑ri)(۳) - یونگ‌گیه (용계리، Yonggye‑ri)(۱) - نام‌ئه (남애리، Namae‑ri) |

1. این روستاهای تابعه، در کرهٔ شمالی تحت نام «اون‌جونگ» با هم ادغام شده‌اند.
2. این روستاهای تابعه، در کرهٔ شمالی تحت نام «جانگپو» با هم ادغام شده‌اند.
3. این روستاهای تابعه، در کرهٔ شمالی تحت نام «هه‌بانگ» با هم ادغام شده‌اند.

قصبهٔ سو (غربی) (قصبهٔ ادعائی در کره شمالی)
| - بِک‌چون‌گیو (백천교리، Baekcheongyo‑ri) - بوهیون (보현리، Bohyeon‑ri) - جانگ‌جونگ (장정리، Jangjeong‑ri) - سونگتان (송탄리، Songtan‑ri) | - شیرانگ (시랑리، Sirang‑ri) - نه‌چیم (내침리، Naechim‑ri) - هوائو (화우리، Hwau‑ri) - یانگ‌سونگ (양송리، Yangsong‑ri) | - یوسونگ (유성리، Yuseong‑ri) - بِک‌چون‌گیو (백천교리، Baekcheongyo‑ri) |